# Piłkarz Roku UEFA
Nagroda dla Piłkarza Roku UEFA (ang. UEFA Men’s Player of the Year), wcześniej również znana jako UEFA Best Player in Europe,  jest nagrodą przyznawaną corocznie dla najlepszego piłkarza grającego w europejskim klubie. Plebiscyt stworzono w 2011 ze współpracą z grupą European Sports Media. Początkowo w głosowaniu brali udział tylko i wyłącznie dziennikarze, jednak w 2018 UEFA dodała do swojego jury 80 trenerów z klubów, którzy brali udział w fazach grupowych tegorocznej Ligi Mistrzów UEFA i Ligi Europejskiej UEFA. Zwiększono także liczbę dziennikarzy wybranych przez europejskie stowarzyszenie European Sports Media do 55, reprezentujących stowarzyszenie członkowskie UEFA.

## Zwycięzcy

### Mężczyzn
| Sezon                         | Miejsce | Zawodnik           | Kraj       | Klub                | Głosy | Uwagi |
| ----------------------------- | ------- | ------------------ | ---------- | ------------------- | ----- | ----- |
| UEFA Best Player in Europe    |         |                    |            |                     |       |       |
| 2010/11                       | 1.      | Lionel Messi       | Argentyna  | FC Barcelona        | 39    |       |
| 2010/11                       | 2.      | Xavi               | Hiszpania  | FC Barcelona        | 11    |       |
| 2010/11                       | 3.      | Cristiano Ronaldo  | Portugalia | Real Madryt         | 3     |       |
| 2011/12                       | 1.      | Andrés Iniesta     | Hiszpania  | FC Barcelona        | 19    |       |
| 2011/12                       | 2.      | Lionel Messi       | Argentyna  | FC Barcelona        | 17    |       |
| 2011/12                       | 2.      | Cristiano Ronaldo  | Portugalia | Real Madryt         | 17    |       |
| 2012/13                       | 1.      | Franck Ribéry      | Francja    | Bayern Monachium    | 36    |       |
| 2012/13                       | 2.      | Lionel Messi       | Argentyna  | FC Barcelona        | 14    |       |
| 2012/13                       | 3.      | Cristiano Ronaldo  | Portugalia | Real Madryt         | 3     |       |
| 2013/14                       | 1.      | Cristiano Ronaldo  | Portugalia | Real Madryt         | 36    |       |
| 2013/14                       | 2.      | Manuel Neuer       | Niemcy     | Bayern Monachium    | 18    |       |
| 2013/14                       | 3.      | Arjen Robben       | Holandia   | Bayern Monachium    | 9     |       |
| 2014/15                       | 1.      | Lionel Messi       | Argentyna  | FC Barcelona        | 49    |       |
| 2014/15                       | 2.      | Luis Suárez        | Urugwaj    | FC Barcelona        | 3     |       |
| 2014/15                       | 3.      | Cristiano Ronaldo  | Portugalia | Real Madryt         | 2     |       |
| 2015/16                       | 1.      | Cristiano Ronaldo  | Portugalia | Real Madryt         | 40    |       |
| 2015/16                       | 2.      | Antoine Griezmann  | Francja    | Atlético Madryt     | 8     |       |
| 2015/16                       | 3.      | Gareth Bale        | Walia      | Real Madryt         | 7     |       |
| UEFA Men’s Player of the Year |         |                    |            |                     |       |       |
| 2016/17                       | 1.      | Cristiano Ronaldo  | Portugalia | Real Madryt         | 482   |       |
| 2016/17                       | 2.      | Lionel Messi       | Argentyna  | FC Barcelona        | 141   |       |
| 2016/17                       | 3.      | Gianluigi Buffon   | Włochy     | Juventus            | 109   |       |
| 2017/18                       | 1.      | Luka Modrić        | Chorwacja  | Real Madryt         | 313   |       |
| 2017/18                       | 2.      | Cristiano Ronaldo  | Portugalia | Real Madryt         | 223   |       |
| 2017/18                       | 3.      | Mohamed Salah      | Egipt      | Liverpool           | 134   |       |
| 2018/19                       | 1.      | Virgil van Dijk    | Holandia   | Liverpool           | 305   |       |
| 2018/19                       | 2.      | Lionel Messi       | Argentyna  | FC Barcelona        | 207   |       |
| 2018/19                       | 3.      | Cristiano Ronaldo  | Portugalia | Juventus            | 74    |       |
| 2019/20                       | 1.      | Robert Lewandowski | Polska     | Bayern Monachium    | 477   |       |
| 2019/20                       | 2.      | Kevin De Bruyne    | Belgia     | Manchester City     | 90    |       |
| 2019/20                       | 3.      | Manuel Neuer       | Niemcy     | Bayern Monachium    | 66    |       |
| 2020/21                       | 1.      | Jorginho           | Włochy     | Chelsea             | 175   |       |
| 2020/21                       | 2.      | Kevin De Bruyne    | Belgia     | Manchester City     | 167   |       |
| 2020/21                       | 3.      | N’Golo Kanté       | Francja    | Chelsea             | 160   |       |
| 2021/22                       | 1.      | Karim Benzema      | Francja    | Real Madryt         | 523   |       |
| 2021/22                       | 2.      | Kevin De Bruyne    | Belgia     | Manchester City     | 122   |       |
| 2021/22                       | 3.      | Thibaut Courtois   | Belgia     | Real Madryt         | 118   |       |
| 2022/23                       | 1.      | Erling Haaland     | Norwegia   | Manchester City     | 352   |       |
| 2022/23                       | 2.      | Lionel Messi       | Argentyna  | Paris Saint-Germain | 227   |       |
| 2022/23                       | 3.      | Kevin De Bruyne    | Belgia     | Manchester City     | 225   |       |

### Według piłkarzy
| Zawodnik           | Liczba trofeów | Sezon                     |
| ------------------ | -------------- | ------------------------- |
| Cristiano Ronaldo  | 3              | 2013/14, 2015/16, 2016/17 |
| Lionel Messi       | 2              | 2010/11, 2014/15          |
| Andrés Iniesta     | 1              | 2011/12                   |
| Franck Ribéry      | 1              | 2012/13                   |
| Luka Modrić        | 1              | 2017/18                   |
| Virgil van Dijk    | 1              | 2018/19                   |
| Robert Lewandowski | 1              | 2019/20                   |
| Jorginho           | 1              | 2020/21                   |
| Karim Benzema      | 1              | 2021/22                   |
| Erling Haaland     | 1              | 2022/23                   |

### Według krajów
| Kraj       | Liczba zawodników | Liczba trofeów |
| ---------- | ----------------- | -------------- |
| Portugalia | 1                 | 3              |
| Francja    | 2                 | 2              |
| Argentyna  | 1                 | 2              |
| Hiszpania  | 1                 | 1              |
| Chorwacja  | 1                 | 1              |
| Holandia   | 1                 | 1              |
| Polska     | 1                 | 1              |
| Włochy     | 1                 | 1              |
| Norwegia   | 1                 | 1              |

### Według klubów
| Klub             | Liczba zawodników | Liczba trofeów |
| ---------------- | ----------------- | -------------- |
| Real Madryt      | 3                 | 5              |
| FC Barcelona     | 2                 | 3              |
| Bayern Monachium | 2                 | 2              |
| Liverpool        | 1                 | 1              |
| Chelsea          | 1                 | 1              |
| Manchester City  | 1                 | 1              |

### Kobiet
| Sezon                              | Miejsce | Zawodnik           | Kraj      | Klub                | Głosy | Uwagi |
| ---------------------------------- | ------- | ------------------ | --------- | ------------------- | ----- | ----- |
| UEFA Best Women’s Player in Europe |         |                    |           |                     |       |       |
| 2012/13                            | 1.      | Nadine Angerer     | Niemcy    | Eintracht Frankfurt | 10    |       |
| 2012/13                            | 2.      | Lena Goeßling      | Niemcy    | VfL Wolfsburg       | 6     |       |
| 2012/13                            | 3.      | Lotta Schelin      | Szwecja   | Olympique Lyon      | 2     |       |
| 2013/14                            | 1.      | Nadine Keßler      | Niemcy    | VfL Wolfsburg       | 9     |       |
| 2013/14                            | 2.      | Martina Müller     | Niemcy    | VfL Wolfsburg       | 3     |       |
| 2013/14                            | 3.      | Nilla Fischer      | Szwecja   | VfL Wolfsburg       | 0     |       |
| 2014/15                            | 1.      | Célia Šašić        | Niemcy    | Eintracht Frankfurt | 11    |       |
| 2014/15                            | 2.      | Amandine Henry     | Francja   | Olympique Lyon      | 4     |       |
| 2014/15                            | 3.      | Dzsenifer Marozsán | Niemcy    | Eintracht Frankfurt | 3     |       |
| 2015/16                            | 1.      | Ada Hegerberg      | Norwegia  | Olympique Lyon      | 13    |       |
| 2015/16                            | 2.      | Amandine Henry     | Francja   | Olympique Lyon      | 4     |       |
| 2015/16                            | 3.      | Dzsenifer Marozsán | Niemcy    | Eintracht Frankfurt | 3     |       |
| UEFA Women’s Player of the Year    |         |                    |           |                     |       |       |
| 2016/17                            | 1.      | Lieke Martens      | Holandia  | FC Barcelona        | 95    |       |
| 2016/17                            | 2.      | Pernille Harder    | Dania     | VfL Wolfsburg       | 81    |       |
| 2016/17                            | 3.      | Dzsenifer Marozsán | Niemcy    | Olympique Lyon      | 47    |       |
| 2017/18                            | 1.      | Pernille Harder    | Dania     | VfL Wolfsburg       | 106   |       |
| 2017/18                            | 2.      | Ada Hegerberg      | Norwegia  | Olympique Lyon      | 61    |       |
| 2017/18                            | 3.      | Amandine Henry     | Francja   | Olympique Lyon      | 41    |       |
| 2018/19                            | 1.      | Lucy Bronze        | Anglia    | Olympique Lyon      | 88    |       |
| 2018/19                            | 2.      | Ada Hegerberg      | Norwegia  | Olympique Lyon      | 56    |       |
| 2018/19                            | 3.      | Amandine Henry     | Francja   | Olympique Lyon      | 44    |       |
| 2019/20                            | 1.      | Pernille Harder    | Dania     | VfL Wolfsburg       | 92    |       |
| 2019/20                            | 2.      | Wendie Renard      | Francja   | Olympique Lyon      | 81    |       |
| 2019/20                            | 3.      | Lucy Bronze        | Anglia    | Olympique Lyon      | 28    |       |
| 2020/21                            | 1.      | Alexia Putellas    | Hiszpania | FC Barcelona        | 50    |       |
| 2020/21                            | 2.      | Jennifer Hermoso   | Hiszpania | FC Barcelona        | 42    |       |
| 2020/21                            | 3.      | Lieke Martens      | Holandia  | FC Barcelona        | 40    |       |
| 2021/22                            | 1.      | Alexia Putellas    | Hiszpania | FC Barcelona        | 97    |       |
| 2021/22                            | 2.      | Beth Mead          | Anglia    | Arsenal             | 84    |       |
| 2021/22                            | 3.      | Lena Oberdorf      | Niemcy    | VfL Wolfsburg       | 47    |       |
| 2022/23                            | 1.      | Aitana Bonmatí     | Hiszpania | FC Barcelona        | 308   |       |
| 2022/23                            | 2.      | Sam Kerr           | Australia | Chelsea             | 88    |       |
| 2022/23                            | 3.      | Olga Carmona       | Hiszpania | Real Madryt         | 72    |       |

### Według piłkarzy
| Zawodnik        | Liczba trofeów | Sezon            |
| --------------- | -------------- | ---------------- |
| Pernille Harder | 2              | 2017/18, 2019/20 |
| Alexia Putellas | 2              | 2020/21, 2021/22 |
| Nadine Angerer  | 1              | 2012/13          |
| Nadine Keßler   | 1              | 2013/14          |
| Célia Šašić     | 1              | 2014/15          |
| Ada Hegerberg   | 1              | 2015/16          |
| Lieke Martens   | 1              | 2016/17          |
| Lucy Bronze     | 1              | 2018/19          |
| Aitana Bonmatí  | 1              | 2022/23          |

### Według krajów
| Kraj      | Liczba zawodników | Liczba trofeów |
| --------- | ----------------- | -------------- |
| Niemcy    | 3                 | 3              |
| Hiszpania | 2                 | 3              |
| Dania     | 1                 | 2              |
| Norwegia  | 1                 | 1              |
| Holandia  | 1                 | 1              |
| Anglia    | 1                 | 1              |

### Według klubów
| Klub                | Liczba zawodników | Liczba trofeów |
| ------------------- | ----------------- | -------------- |
| FC Barcelona        | 3                 | 4              |
| VfL Wolfsburg       | 2                 | 3              |
| Eintracht Frankfurt | 2                 | 2              |
| Olympique Lyon      | 2                 | 2              |

## Piłkarz sezonu Ligi Mistrzów UEFA

### Mężczyzn
| Sezon   | Zawodnik      | Kraj      | Klub            |
| ------- | ------------- | --------- | --------------- |
| 2021/22 | Karim Benzema | Francja   | Real Madryt     |
| 2022/23 | Rodri         | Hiszpania | Manchester City |

### Kobiet
| Sezon   | Zawodnik        | Kraj      | Klub         |
| ------- | --------------- | --------- | ------------ |
| 2021/22 | Alexia Putellas | Hiszpania | FC Barcelona |
| 2022/23 | Aitana Bonmatí  | Hiszpania | FC Barcelona |

## Młody piłkarz sezonu Ligi Mistrzów UEFA

### Mężczyzn
| Sezon   | Zawodnik             | Kraj     | Klub        |
| ------- | -------------------- | -------- | ----------- |
| 2021/22 | Vinícius Júnior      | Brazylia | Real Madryt |
| 2022/23 | Chwicza Kwaracchelia | Gruzja   | SSC Napoli  |

### Kobiet
| Sezon   | Zawodnik      | Kraj    | Klub           |
| ------- | ------------- | ------- | -------------- |
| 2021/22 | Selma Bacha   | Francja | Olympique Lyon |
| 2022/23 | Lena Oberdorf | Niemcy  | VfL Wolfsburg  |

## Najlepszy Bramkarz

### Mężczyzn
| Sezon     | Zawodnik          | Kraj          | Klub              |
| --------- | ----------------- | ------------- | ----------------- |
| 1997/98   | Peter Schmeichel  | Dania         | Manchester United |
| 1998/99   | Oliver Kahn       | Niemcy        | Bayern Monachium  |
| 1999/00   | Oliver Kahn       | Niemcy        | Bayern Monachium  |
| 2000/01   | Oliver Kahn       | Niemcy        | Bayern Monachium  |
| 2001/02   | Oliver Kahn       | Niemcy        | Bayern Monachium  |
| 2002/03   | Gianluigi Buffon  | Włochy        | Juventus          |
| 2003/04   | Vítor Baía        | Portugalia    | FC Porto          |
| 2004/05   | Petr Čech         | Czechy        | Chelsea           |
| 2005/06   | Jens Lehmann      | Niemcy        | Arsenal           |
| 2006/07   | Petr Čech         | Czechy        | Chelsea           |
| 2007/08   | Petr Čech         | Czechy        | Chelsea           |
| 2008/09   | Edwin van der Sar | Holandia      | Manchester United |
| 2009/10   | Júlio César       | Brazylia      | Inter Mediolan    |
| 2010−2016 | Nie rozdawano     | Nie rozdawano | Nie rozdawano     |
| 2016/17   | Gianluigi Buffon  | Włochy        | Juventus          |
| 2017/18   | Keylor Navas      | Kostaryka     | Real Madryt       |
| 2018/19   | Alisson           | Brazylia      | Liverpool         |
| 2019/20   | Manuel Neuer      | Niemcy        | Bayern Monachium  |
| 2020/21   | Édouard Mendy     | Senegal       | Chelsea           |

### Kobiet
| Sezon   | Zawodnik       | Kraj      | Klub           |
| ------- | -------------- | --------- | -------------- |
| 2019/20 | Sarah Bouhaddi | Francja   | Olympique Lyon |
| 2020/21 | Sandra Paños   | Hiszpania | FC Barcelona   |

## Najlepszy Obrońca

### Mężczyzn
| Sezon     | Zawodnik         | Kraj          | Klub              |
| --------- | ---------------- | ------------- | ----------------- |
| 1997/98   | Fernando Hierro  | Hiszpania     | Real Madryt       |
| 1998/99   | Jaap Stam        | Holandia      | Manchester United |
| 1999/00   | Jaap Stam        | Holandia      | Manchester United |
| 2000/01   | Roberto Ayala    | Argentyna     | Valencia          |
| 2001/02   | Roberto Carlos   | Brazylia      | Real Madryt       |
| 2002/03   | Roberto Carlos   | Brazylia      | Real Madryt       |
| 2003/04   | Ricardo Carvalho | Portugalia    | FC Porto          |
| 2004/05   | John Terry       | Anglia        | Chelsea           |
| 2005/06   | Carles Puyol     | Hiszpania     | FC Barcelona      |
| 2006/07   | Paolo Maldini    | Włochy        | A.C. Milan        |
| 2007/08   | John Terry       | Anglia        | Chelsea           |
| 2008/09   | John Terry       | Anglia        | Chelsea           |
| 2009/10   | Maicon           | Brazylia      | Inter Mediolan    |
| 2010−2016 | Nie rozdawano    | Nie rozdawano | Nie rozdawano     |
| 2016/17   | Sergio Ramos     | Hiszpania     | Real Madryt       |
| 2017/18   | Sergio Ramos     | Hiszpania     | Real Madryt       |
| 2018/19   | Virgil van Dijk  | Holandia      | Liverpool         |
| 2019/20   | Joshua Kimmich   | Niemcy        | Bayern Monachium  |
| 2020/21   | Rúben Dias       | Portugalia    | Manchester City   |

### Kobiet
| Sezon   | Zawodnik      | Kraj      | Klub           |
| ------- | ------------- | --------- | -------------- |
| 2019/20 | Wendie Renard | Francja   | Olympique Lyon |
| 2020/21 | Irene Paredes | Hiszpania | FC Barcelona   |

## Najlepszy Pomocnik

### Mężczyzn
| Sezon     | Zawodnik         | Kraj          | Klub              |
| --------- | ---------------- | ------------- | ----------------- |
| 1997/98   | Zinédine Zidane  | Francja       | Juventus          |
| 1998/99   | David Beckham    | Anglia        | Manchester United |
| 1999/00   | Gaizka Mendieta  | Hiszpania     | Valencia          |
| 2000/01   | Gaizka Mendieta  | Hiszpania     | Valencia          |
| 2001/02   | Michael Ballack  | Niemcy        | Bayer Leverkusen  |
| 2002/03   | Pavel Nedvěd     | Czechy        | Juventus          |
| 2003/04   | Deco             | Portugalia    | FC Porto          |
| 2004/05   | Kaká             | Brazylia      | A.C. Milan        |
| 2005/06   | Deco             | Portugalia    | FC Porto          |
| 2006/07   | Clarence Seedorf | Holandia      | A.C. Milan        |
| 2007/08   | Frank Lampard    | Anglia        | Chelsea           |
| 2008/09   | Xavi             | Hiszpania     | FC Barcelona      |
| 2009/10   | Wesley Sneijder  | Holandia      | Inter Mediolan    |
| 2010−2016 | Nie rozdawano    | Nie rozdawano | Nie rozdawano     |
| 2016/17   | Luka Modrić      | Chorwacja     | Real Madryt       |
| 2017/18   | Luka Modrić      | Chorwacja     | Real Madryt       |
| 2018/19   | Frenkie de Jong  | Holandia      | AFC Ajax          |
| 2019/20   | Kevin De Bruyne  | Belgia        | Manchester City   |
| 2020/21   | N’Golo Kanté     | Francja       | Chelsea           |

### Kobiet
| Sezon   | Zawodnik           | Kraj      | Klub           |
| ------- | ------------------ | --------- | -------------- |
| 2019/20 | Dzsenifer Marozsán | Niemcy    | Olympique Lyon |
| 2020/21 | Alexia Putellas    | Hiszpania | FC Barcelona   |

## Najlepszy Napastnik

### Mężczyzn
| Sezon     | Zawodnik            | Kraj          | Klub              |
| --------- | ------------------- | ------------- | ----------------- |
| 1997/98   | Ronaldo             | Brazylia      | Inter Mediolan    |
| 1998/99   | Andrij Szewczenko   | Ukraina       | Dynamo Kijów      |
| 1999/00   | Raúl                | Hiszpania     | Real Madryt       |
| 2000/01   | Raúl                | Hiszpania     | Real Madryt       |
| 2001/02   | Raúl                | Hiszpania     | Real Madryt       |
| 2002/03   | Ruud van Nistelrooy | Holandia      | Manchester United |
| 2003/04   | Fernando Morientes  | Hiszpania     | AS Monaco         |
| 2004/05   | Ronaldinho          | Brazylia      | FC Barcelona      |
| 2005/06   | Samuel Eto’o        | Kamerun       | FC Barcelona      |
| 2006/07   | Kaká                | Brazylia      | A.C. Milan        |
| 2007/08   | Cristiano Ronaldo   | Portugalia    | Manchester United |
| 2008/09   | Lionel Messi        | Argentyna     | FC Barcelona      |
| 2009/10   | Diego Milito        | Argentyna     | Inter Mediolan    |
| 2010−2016 | Nie rozdawano       | Nie rozdawano | Nie rozdawano     |
| 2016/17   | Cristiano Ronaldo   | Portugalia    | Real Madryt       |
| 2017/18   | Cristiano Ronaldo   | Portugalia    | Real Madryt       |
| 2018/19   | Lionel Messi        | Argentyna     | FC Barcelona      |
| 2019/20   | Robert Lewandowski  | Polska        | Bayern Monachium  |
| 2020/21   | Erling Braut Håland | Norwegia      | Borussia Dortmund |

### Kobiet
| Sezon   | Zawodnik         | Kraj      | Klub          |
| ------- | ---------------- | --------- | ------------- |
| 2019/20 | Pernille Harder  | Dania     | VfL Wolfsburg |
| 2020/21 | Jennifer Hermoso | Hiszpania | FC Barcelona  |

## Najlepszy Trener

### Mężczyzn
| Sezon   | Zawodnik          | Kraj      | Klub             |
| ------- | ----------------- | --------- | ---------------- |
| 2019/20 | Hans-Dieter Flick | Niemcy    | Bayern Monachium |
| 2020/21 | Thomas Tuchel     | Niemcy    | Chelsea          |
| 2021/22 | Carlo Ancelotti   | Włochy    | Real Madryt      |
| 2022/23 | Pep Guardiola     | Hiszpania | Manchester City  |

### Kobiet
| Sezon   | Zawodnik         | Kraj      | Klub                 |
| ------- | ---------------- | --------- | -------------------- |
| 2019/20 | Jean-Luc Vasseur | Francja   | Olympique Lyon       |
| 2020/21 | Lluís Cortés     | Hiszpania | FC Barcelona         |
| 2021/22 | Sarina Wiegman   | Holandia  | reprezentacja Anglii |
| 2022/23 | Sarina Wiegman   | Holandia  | reprezentacja Anglii |

## Gol Sezonu wg obserwatorów technicznych UEFA
| Sezon   | Zawodnik             | Kraj             | Klub             |
| ------- | -------------------- | ---------------- | ---------------- |
| 2014/15 | Son Heung-min        | Korea Południowa | Bayer Leverkusen |
| 2015/16 | Stephan Lichtsteiner | Szwajcaria       | Juventus         |
| 2016/17 | Mario Mandžukić      | Chorwacja        | Juventus         |
| 2017/18 | Cristiano Ronaldo    | Portugalia       | Real Madryt      |
| 2018/19 | Cristiano Ronaldo    | Portugalia       | Juventus         |
| 2019/20 | Lionel Messi         | Argentyna        | FC Barcelona     |
| 2020/21 | Nie rozdawano        | Nie rozdawano    | Nie rozdawano    |
| 2021/22 | Karim Benzema        | Francja          | Real Madryt      |
| 2022/23 | Erling Haaland       | Norwegia         | Manchester City  |

## Gol Sezonu wg kibiców
| Sezon   | Zawodnik          | Kraj          | Klub                |
| ------- | ----------------- | ------------- | ------------------- |
| 2014/15 | Lionel Messi      | Argentyna     | FC Barcelona        |
| 2015/16 | Lionel Messi      | Argentyna     | FC Barcelona        |
| 2016/17 | Mario Mandžukić   | Chorwacja     | Juventus            |
| 2017/18 | Cristiano Ronaldo | Portugalia    | Real Madryt         |
| 2018/19 | Lionel Messi      | Argentyna     | FC Barcelona        |
| 2019/20 | Nie rozdawano     | Nie rozdawano | Nie rozdawano       |
| 2020/21 | Mehdi Taremi      | Iran          | FC Porto            |
| 2021/22 | Thiago            | Hiszpania     | Liverpool           |
| 2022/23 | Lionel Messi      | Argentyna     | Paris Saint-Germain |